# فيلفالي ديكنسون
أُدينت فيلفالي ديكنسون (12 أكتوبر 1893 - 1980) بالتجسس ضد الولايات المتحدة الأمريكية لصالح اليابان خلال الحرب العالمية الثانية. استغلت عملها في نيويورك تحت اسمها المعروف بـ «امرأة الدمى» من أجل إرسال معلومات عن البحرية الأمريكية إلى جهات اتصال في الأرجنتين عبر رسائل ستيغانوغرافية (رسائل إخفاء المعلومات). كُشفت أخيراً عندما غيرت إحدى جهات اتصالها مكانها في بوينس آيرس مما أدى إلى إرجاع رسائلها.

## القضية
وُجّه في فبراير من عام 1942 خطاب تم اعتراضه من قبل مراقبي الحرب إلى مكتب التحقيقات الفيدرالي. ناقشت الرسالة، التي يُفترض أن تكون مرسلة من امرأة في بورتلاند في ولاية أوريغون إلى مراسلة في مدينة بوينس آيرس، «مستشفى الدمىً الرائع» وأشارت إلى أن الكاتب بعث للمراسلة «ثلاث دمى إنجليزية قديمة» لإصلاحها. ذكرت الرسالة أيضًا «شِباك السمك» و«البالونات».
فحص مشفرو مكتب التحقيقات الفدرالي هذه الرسالة، وخلصوا إلى أنه من المحتمل أن تكون «الدمى» المعنية في الخطاب ثلاث سفن حربية وأن «مستشفى الدمى» عبارة عن حوض بناء السفن في الساحل الغربي حيث يتم إجراء الإصلاحات، بينما «شباك الصيد» و«البالونات» يكشفان عن معلومات حول الدفاعات الساحلية وغيرها من المعلومات المهمة عن الساحل الغربي.
بناءً على الرسالة السابقة، بدأ مكتب التحقيقات الفيدرالي التحقيق في حالة التجسس. خلال ذلك الوقت، أُرسلت أربع رسائل أخرى إلى نفس العنوان في مدينة بوينس آيرس. ومع ذلك، تم إرجاع الرسائل إلى المرسل بسبب كون "العنوان غير معروف سُلّمت هذه الرسائل إلى السلطات البريدية ثم سُلّمت إلى مكتب التحقيقات الفيدرالي. زعم الأشخاص الذين ظهرت أسماءهم على الظرف كمرسلين أنه هذه الرسائل تحتوي على معلومات صحيحة عن حياتهم وهوياتهم الشخصية، وأن التواقيع على الرسائل المذكورة مشابهة بشكل كبير لتواقيعهم الحقيقية، ونفى الأشخاص الأربع بشدة إرسالهم أي من الرسائل إلى العنوان الأرجنتيني.
بعد استلام مكتب التحقيقات الفيدرالي للرسائل؛ أكد فحص الطب الشرعي لجميع هذه الرسائل أن التواقيع مزورة، بالاستناد إلى نسخ من التواقيع الأصلية. أشار الفحص أيضاً إلى أنه على الرغم من استخدام آلات كاتبة مختلفة لتكوين الرسائل، فإن خصائص الكتابة تشير إلى أن كاتب جميع هذه الرسائل هو شخص واحد فقط.
كان الاستنتاج الذي توصل المدققون إليه، هو أن الرسائل تحتوي على نص مشفر ينقل معلومات عن سفن البحرية الأمريكية وموقعها ووضعها وإصلاحاتها وحالتها، مع التركيز على السفن التي لحق بها أضرار في بيرل هاربر.

## التحقيق
وجهت امرأة من كولورادو سبرينغس مكتب التحقيقات الفيدرالي باتجاه ديكنسون -صاحبة متجر الدمى في نيويورك- حيث اعتقدت المرأة أن تزوير ديكنسون لتوقيعها على إحدى الرسائل كان بدافع الانتقام منها بسبب تأخرها في دفع ثمن بعض الدمى التي اشترتها من متجر ديكنسون.
بناءً على التحقيقات التي أجريت مع والاس والمرأة الأخرى المعنية، تأكد الجميع من شكوكهم بكون ديكنسون هي المشتبه به؛ بالإضافة إلى ذلك، تراسلت جميع النساء الأربع في نفس الفترة مع ديكنسون بخصوص جمع الدمى. تعرف مكتب التحقيقات الفدرالي على الرسائل المكتوبة بالآلة الكاتبة والمتبادلة بين ديكنسون والنساء المعنيين، حيث أكّد على أنها استُخدمت في خطاب «سبرينغفيلد».
أشار أحد التحقيقات في خلفية ديكنسون إلى تورطها مع المنظمات اليابانية أثناء إقامتها في سان فرانسيسكو، وكذلك بعد انتقالها إلى نيويورك، فقد زارت نادي نيبون والمعهد الياباني في نيويورك، كما أصبحت صديقة للقنصل العام الياباني الذي كان من معارف إيشيرو يوكوياما، الملحق البحري الياباني في واشنطن العاصمة.
وكشفت المزيد من التحقيقات حول أنشطة ديكنسون من يناير إلى يونيو 1942 (الإطار الزمني الذي أرسلت فيه الرسائل) أن ديكنسون وزوجها زارا تلك المناطق، وبقيا في الفنادق بالقرب من المدن المعنية. كان مكتب التحقيقات الفيدرالي قادراً أيضاً على تحديد الآلات الكاتبة التي تمتلكها وتتيحها للضيوف من أجل طباعة الرسائل المرسلة إلى الأرجنتين. كشفت التحقيقات المستمرة أن ديكنسون قد اقترضت أموالًا من البنوك وشركاء الأعمال في نيويورك حتى عام 1941؛ ومع ذلك، ذُكر في عام 1943 أنها حصلت على عدد كبير من فواتير المائة دولار، أربعة منها تم تتبعها إلى مصادر يابانية رسمية تلقت الأموال قبل الحرب.
بناءً على نتائج التحقيق، اعتقل عملاء مكتب التحقيقات الفيدرالي ديكنسون في 21 يناير من عام 1944 في قبو البنك حيث احتفظت بصندوق ودائعها الآمن. احتوى الصندوق على 13000 دولار، تم تتبعه في النهاية إلى المصادر اليابانية. وكان جزء من هذه الأموال في يد النقيب يوزو إيشيكاوا من مكتب التفتيش البحري الياباني في نيويورك قبل نقله إلى ديكنسون.
أخبرت ديكنسون الوكلاء أن الأموال الموجودة في صندوق الودائع الآمن كانت من شركات التأمين وحساب التوفير وعمل الدمى، لكن في مقابلة تالية زعمت أنها عثرت على النقود مخبأة في سرير زوجها خلال فترة وفاته. ادعت أن زوجها لم يخبرها عن مصدر المال، لكنها اعتقدت أنه من الممكن أن يكون من القنصلية اليابانية في مدينة نيويورك.

## المحاكمة والإدانة
في 11 فبراير من عام 1944، اتهمتها هيئة محلفين فيدرالية كبرى في محكمة مقاطعة الولايات المتحدة للمنطقة الجنوبية من نيويورك بانتهاكها لقوانين الرقابة، مما قد يؤدي في حال إدانتها إلى قضاء عقوبة في السجن لمدة أقصاها 10 سنوات، مع دفع غرامة قدرها 10000 دولار.
رافعت ديكنسون بأنها غير مذنبة واحتُجزت بدلاً من أن دفع كفالة مقدارها 25000 دولار. أدى التحقيق المتواصل الذي أجراه مكتب التحقيقات الفيدرالي إلى صدور لائحة اتهام ثانية في 5 مايو؛ وهذه المرة بتهمة انتهاك قوانين التجسس لعام 1917 وقانون التجارة مع العدو وقوانين الرقابة، حيث قد تسبب الإدانة بما سبق الحصول على عقوبة الإعدام. رافعت من جديد بأنها غير مذنبة وأفرج عنها بنفس الكفالة.
في 28يوليو من عام 1944، تم التوصل إلى صفقة اعتراف بين مكتب المدعي العام الأمريكي وديكنسون حيث رُفضت لائحة الاتهام بالتجسس والقانون التجاري، وأقرت بأنها مذنبة بانتهاك الرقابة ووافقت على تقديم المعلومات التي تمتلكها حول أنشطة المخابرات اليابانية.
ادعت ديكنسون أنها حصلت على المعلومات التي تم جمعها في رسائلها من خلال سؤال مواطنين أبرياء وغير متشككين في سياتل وسان فرانسيسكو بالقرب من موقع ساحات البحرية هناك، بالإضافة إلى بعض التفاصيل من الملاحظة الشخصية. وذكرت أن الرسائل نقلت معلومات عن السفن التي لحق بها أضرار في بيرل هاربر، كما أن أسماء الدمى تتوافق مع قائمة توضح نوع السفن المعنية.

امتثلت فيلفالي ديكنسون أمام المحكمة لإصدار الحكم النهائي في 14 أغسطس من عام 1944. وعلقت المحكمة عند النطق بالحكم:
«من الصعب تصديق عدم إدراك بعض الناس لمشاركة بلدنا في صراع الحياة أو الموت. أي مساعدة تُقدم إلى العدو تعني موت أبناء أمريكيين ممن يقاتلون من أجل أمننا القومي. أنت، كمواطنة بالولادة، حاصلة على تعليم جامعي، وتبيعننا إلى اليابانيين، كنت منخرطةً بالتأكيد في التجسس. أعتقد أنك أُوليت كل الاهتمام من جانب الحكومة. لائحة الاتهام التي اعترفت بها أنك مذنبة هي مسألة خطيرة تقترب حدودها من الخيانة. لذا، فأنا أحكم عليك بالحد الأقصى للعقوبة المنصوص عليها في القانون، وهو عشر سنوات وغرامة قدرها 10,000 دولار».
على الرغم من دفاعها المستمر عن براءتها وزعمها بأن زوجها كان جاسوساً يابانياً، سُجنت ديكنسون في المؤسسة الفيدرالية الإصلاحية للنساء (المعروفة الآن باسم معسكر سجن ألدرسون الفيدرالي) في ألدرسون في فرجينيا الغربية. حصلت على إطلاق سراح مشروط في 23 أبريل من عام 1951. غيرت اسمها بعد إطلاق سراحها إلى كاثرين ديكرسون.